# Idea jacouleti
Idea jacouleti är en fjärilsart som beskrevs av Watari 1941. Idea jacouleti ingår i släktet Idea och familjen praktfjärilar. Inga underarter finns listade i Catalogue of Life.